# Pareclipsis punctata
Pareclipsis punctata är en fjärilsart som beskrevs av W. Warren 1900. Pareclipsis punctata ingår i släktet Pareclipsis och familjen mätare. Inga underarter finns listade i Catalogue of Life.